# Nicola Di Bari
Nicola di Bari (Zapponeta, Apúlia, 29 de setembro de 1940) é o pseudónimo do cantor italiano de nome verdadeiro: Michele Scommegna.
Venceu o Festival de Sanremo em 1971 e 1972.
Em 1972, ele representou a Itália na Eurovisão com a canção  "I giorni dell'arcobaleno".
Em 1968 gravou a banda sonora de  Preparati  la bara
Ele é também bem conhecido na América Latina pelos seus álbuns gravados em castelhano.

## Discografia

### LPS (33 rpm)
- 1965 - Nicola di Bari - Jolly LPJ 5041
- Giugno 1970 - Nicola di Bari - RCA PSL 10464
- 1971 - Nicola di Bari - RCA PSL 10494
- 1971 - Nicola di Bari canta Luigi Tenco - RCA PSL 10520
- 1972 - I giorni dell'arcobaleno - RCA PSL 10533
- 1973 - Paese - RCA PSL 10571
- 1973 - Un altro Sud - RCA DPSL 10597
- 1974 - La colomba di carta - RCA TPL1-1043
- 1975 - Ti fa bella l'amore - RCA TPL1-1104
- 1977 - Nicola di Bari - Carosello CLN 25068
- 1981 - Passo dopo passo - WEA T 58327
- 1986 - Innamorarsi

### Singles (45 rpm)
- 1963 - Piano...pianino.../Perché te ne vai - Jolly J 20217
- 1964 - Amore ritorna a casa/Senza motivo - Jolly J 20229
- 1964 - Non farmi piangere più/Ti prendo le braccia - Jolly J 20255
- 1965 - Tu non potrai capire/Una cosa di nessuna importanza - Jolly J 20280
- 1965 - Amici miei/Amo te, solo te - Jolly J 20282
- 1965 - Piangerò/Il rimpianto - Jolly J 20294
- 1965 - Un amore vero/Non sai come ti amo - Jolly J 20331
- 1966 - Lei mi aspetta/Ridi con me - Jolly J 20346
- 1968 - Il mondo è grigio, il mondo è blu/Solo ciao - RCA PM 3448
- 1969 - Eternamente/La vita e l'amore - RCA PM 3488
- 1970 - La prima cosa bella/...e lavorare - RCA PM 3510
- 1970 - Vagabondo/La mia donna - RCA PM 3531
- 1970 - Una ragazzina come te/Zapponeta - RCA PM 3554
- 1971 - Il cuore è uno zingaro/Agnese - RCA PM 3575
- Julho de 1971 - Anima/Pioverà pioverà - RCA Pl 1
- 1971 - Un uomo molte cose non le sa/Sogno di primavera - RCA PM 3611
- 1971 - Chitarra suona più piano/Lontano, lontano - RCA PM 3627
- 1972 - I giorni dell'arcobaleno/Era di primavera - RCA PM 3639
- 1972 - Occhi chiari/Un minuto...una vita - RCA PM 3673
- 1972 - Paese/Qualche cosa di più - RCA PM 3693
- 1974 - Sai che bevo, sai che fumo/Libertà - RCA TPBO 1121
- 1975 - Paese - RCA PM 42562 - Edição Moçambique
- 1975 - Beniamino/Tema di Beniamino - RCA TPBO 1150
- 1976 - La più bella del mondo/Anna perché - Carosello CI 20415
- Outubro de 1979 - Chiara/Partire perché - Vip 10205

### CD
- 1999 - I più grandi successi Duck Records (compilação de sucessos com arranjos)
- 2001 - Un lungo viaggio d'amore